# 東川島町
東川島町（ひがしかわしまちょう）は、神奈川県横浜市保土ケ谷区の地名。「丁目」の設定のない単独町名である。住居表示未実施区域。

## 地理
横浜市保土ケ谷区北西部に位置し、面積は0.427km2。
北で上菅田町と神奈川区羽沢町、東で神奈川区羽沢南と上星川、南で保土ケ谷区川島町、西で西谷に接する。

### 地価
住宅地の地価は、2025年（令和7年）1月1日の公示地価によれば、東川島町2番3外の地点で24万4000円/m²となっている。

## 歴史

### 町名の由来
川島町の東に位置することから。

### 沿革
- かつての都筑郡川島村[6]。
- 1889年（明治22年）4月1日 - 上星川村と合併し西谷村大字川島となる[6]。
- 1927年（昭和2年）
  - 4月1日 - 西谷村の全域が横浜市に編入し、横浜市川島町となる[7]。
  - 10月1日 - 横浜市の区制施行に伴い、保土ケ谷区に編入。保土ケ谷区川島町となる[8]。
- 1968年（昭和43年）12月1日 - 川島町の一部から新設[6]。

## 世帯数と人口
2025年（令和7年）4月30日現在（横浜市発表）の世帯数と人口は以下の通りである。
| 町丁     | 世帯数    | 人口    |
| -------- | --------- | ------- |
| 東川島町 | 2,355世帯 | 4,508人 |

### 人口の変遷
国勢調査による人口の推移。
| 年                 | 人口  |
| ------------------ | ----- |
| 1995年（平成7年）  | 3,929 |
| 2000年（平成12年） | 4,163 |
| 2005年（平成17年） | 4,350 |
| 2010年（平成22年） | 4,257 |
| 2015年（平成27年） | 4,273 |
| 2020年（令和2年）  | 4,416 |

### 世帯数の変遷
国勢調査による世帯数の推移。
| 年                 | 世帯数 |
| ------------------ | ------ |
| 1995年（平成7年）  | 1,585  |
| 2000年（平成12年） | 1,712  |
| 2005年（平成17年） | 1,762  |
| 2010年（平成22年） | 1,839  |
| 2015年（平成27年） | 1,908  |
| 2020年（令和2年）  | 2,084  |

## 学区
市立小・中学校に通う場合、学区は以下の通りとなる（2024年11月時点）。
| 番・番地等 | 小学校               | 中学校                 |
| ---------- | -------------------- | ---------------------- |
| 1〜21番地  | 横浜市立川島小学校   | 横浜市立西谷中学校     |
| 23〜89番地 | 横浜市立上星川小学校 | 横浜市立保土ケ谷中学校 |

## 事業所
2021年（令和3年）現在の経済センサス調査による事業所数と従業員数は以下の通りである。
| 町丁     | 事業所数 | 従業員数 |
| -------- | -------- | -------- |
| 東川島町 | 87事業所 | 579人    |

### 事業者数の変遷
経済センサスによる事業所数の推移。
| 年                 | 事業者数 |
| ------------------ | -------- |
| 2016年（平成28年） | 67       |
| 2021年（令和3年）  | 87       |

### 従業員数の変遷
経済センサスによる従業員数の推移。
| 年                 | 従業員数 |
| ------------------ | -------- |
| 2016年（平成28年） | 521      |
| 2021年（令和3年）  | 579      |

## 交通

### 鉄道
- 東海道新幹線
- 相鉄本線
- 相鉄新横浜線

　いずれも駅はない。

### 道路
- 国道16号
- 環状2号線

## 施設
- クリエイト エス・ディー 保土ヶ谷東川島町店[18]
- 正観寺

## その他

### 日本郵便
- 郵便番号 : 240-0041[3]（集配局：保土ヶ谷郵便局[19]）

### 警察
町内の警察の管轄区域は以下の通りである。
| 番・番地等 | 警察署         | 交番・駐在所 |
| ---------- | -------------- | ------------ |
| 全域       | 保土ケ谷警察署 | 西谷交番     |